# William Prunier
Pour les articles homonymes, voir Prunier (homonymie).
William Prunier est un footballeur puis entraîneur français né le 14 août 1967 à Montreuil. Il joue au  poste de stoppeur devenu entraîneur.
Il compte une sélection en équipe de France lors de l'année 1992.

## Biographie

### Carrière en clubs
Prunier débute comme attaquant avant d'être replacé défenseur par François Blaquart en sélections régionales de la Ligue de Paris. Il est passé par les équipes de jeunes du RSC Montreuil où il débute avec Mickaël Madar. Il est ensuite formé à Auxerre, il fait partie de la génération des Boli, Cantona, Guerreiro, Vahirua ou Daniel Dutuel. Il effectue son service militaire au Bataillon de Joinville en compagnie de Stéphane Moulin, Loïc Lambert, David Marraud, Fabrice Henry, Patrice Eyraud et Jean-Luc Vasseur.
Joueur au tempérament rugueux, ses principales qualités sont le marquage et le jeu de tête[réf. nécessaire]. Il est capitaine de l'AJ Auxerre au début des années 1990 et fait partie des grandes campagnes en Coupe d'Europe contre l'Ajax d'Amsterdam et le Borussia Dortmund. Le 20 avril 1993, l'AJA s'incline en demi-finales de Coupe de l'UEFA après une séance de tirs au but tendue qui voit Prunier faire un doigt d'honneur au gardien allemand après avoir marqué son tir au but.
Après 11 années à Auxerre, où il porte notamment le brassard de capitaine, mais lassé par "le manque d'ambition et de liberté" du club managé par Guy Roux, il signe à Marseille, alors champion d'Europe en titre et refuse une offre d'Everton. Il fait ses débuts en équipe de France contre le Brésil et s'impose au sein de l'effectif marseillais. Mais à la suite de l'affaire VA-OM, le club phocéen est relégué en deuxième division.
Prunier choisit alors de rejoindre les Girondins de Bordeaux, qui compte dans ses rangs des joueurs tels que Zinédine Zidane, Christophe Dugarry ou Bixente Lizarazu. Mais la mayonnaise ne prend pas et Prunier quitte les Girondins au cours de sa deuxième saison, en décembre 1995.
À la surprise générale, il fait alors un essai à Manchester United, Alex Ferguson connaissant une pénurie de défenseurs centraux,. Il dispute deux matches en tant que titulaire, mais sa deuxième prestation laisse sceptique l'entraîneur écossais. En effet, les Mancuniens perdent 1-4 à Tottenham. Ferguson, toujours intéressé par son profil, lui demande de renouveler son essai mais Prunier refuse. Il signe quelques semaines plus tard au FC Copenhague.
Après le Danemark, il rentre en France et joue à Montpellier pendant la saison 1996-1997.
En juillet 1997, il s'engage avec le club italien du Napoli. Il y signe pour deux ans et le montant du transfert s'élève à environ 7,2 millions de francs. L'expérience tourne court lorsque l'entraîneur Bortolo Mutti est viré seulement deux mois après son arrivée et Prunier n'y joue que quelques matchs.Il quitte le club l'été suivant pour le KV Courtrai.
En 1999 William rejoint le Toulouse FC.
En janvier 2004, il s'engage avec le club qatarien d'Al-Sailiya jusqu'à la fin de la saison. Sans club après son passage au Qatar, il met un terme à sa carrière en octobre 2004.

### En équipe de France
William Prunier est d'abord international minimes, cadets, juniors, espoirs, A' et militaire.
Il est convoqué en équipe de France en février 1989 par le sélectionneur Michel Platini avant les matches contre la république d'Irlande le 7 février à Dublin et le club anglais d'Arsenal le 14 février à Londres. Il est titulaire contre Arsenal et les Bleus s'inclinent 2-0 à Highbury.
Il est de nouveau convoqué chez les Bleus en mars 1989 pour affronter l'Écosse mais il déclare forfait pour la rencontre, victime d'une entorse à l'entraînement.
Michel Platini fait à nouveau appel à lui en avril 1989 pour affronter la Yougoslavie mais il n'entre pas en jeu,.
Il joue son seul match avec les Bleus, en août 1992, face au Brésil, en amical. Il dispute le match en intégralité et les Bleus s'inclinent 2-0 au Parc des Princes. Dès le rassemblement suivant, pour affronter la Bulgarie, il n'est pas convoqué par Gérard Houllier.

### Parcours d'entraîneur
Après avoir raccroché les crampons, Prunier se reconvertit en entraîneur. En février 2006, il obtient le BEES 2e degré. En 2007, il commence la saison comme adjoint de Stéphane Paille à l'AS Cannes (National), avant de quitter le club à la suite du limogeage de son ami.
En 2010, il devient l'entraîneur de la Jeunesse Sportive Cugnalaise (Division Honneur), équipe de la banlieue toulousaine. Après une saison, il est nommé entraîneur de l'US Colomiers, club de CFA, fin mai 2011.
En juin 2014, il prend la succession du duo Galli - Camizuli qui jusqu'alors entraînaient le groupe sportif Marseille Consolat. Le club Marseillais qui accède pour la première fois à la troisième division française a donc comme nouvel entraîneur l'ancien olympien, mais à la suite des mauvais résultats de l'équipe, Prunier est remplacé par Nicolas Usaï.
En juin 2015, il est nommé entraîneur de la réserve du Montpellier HSC.
Le 28 mai 2017, il est nommé entraîneur du Sporting Toulon. À la fin de la saison 2017-2018, il est remplacé par Fabien Pujo, alors entraîneur de Bergerac.
En juin 2018, il est nommé entraîneur du Canet FC. En juin 2020, après la promotion du club en Nationale 2, William Prunier quitte le Canet FC.
Le 9 juin 2021, il est rejoint Le Mans FC en tant qu'entraîneur adjoint dans le staff technique de Cris. Le 18 mai 2022, il quitte ce même staff après une année au sein du club manceau.
Le 29 octobre 2022, il signe au Bourges Foot 18 en Nationale 2 en tant qu'entraîneur principal pour 18 mois.
A l'été 2024, il signe au Thonon Evian Grand Genève FC en Nationale 3, en tant qu'entraîneur principal. Le TEGG a décide de mettre fin à sa collaboration avec William Prunier le 2 janvier 2025 et le remplace par Noël Tosi.

## Statistiques

### Matchs internationaux
| # | Date         | Lieu                            | Adversaire | Résultat | Compétition  | Notes      |
| - | ------------ | ------------------------------- | ---------- | -------- | ------------ | ---------- |
| 1 | 26 août 1992 | Parc des Princes, Paris, France | Brésil     | D 0 - 2  | Match amical | Titulaire. |

## Palmarès

### En club
- Champion de France de Division 2 en 2003 avec le Toulouse Football Club
- Champion d’Angleterre Premier League en 1996 avec Manchester United football club
- Champion de France de Division 3 en 1985 avec l'AJ Auxerre
- Vainqueur de la Coupe des Alpes en 1987 avec l'AJ Auxerre
- Vice-champion de France en 1994 avec l'Olympique de Marseille
- Vainqueur de la Coupe Gambardella en 1985 avec l'AJ Auxerre
- Champion de France Cadets en 1983 avec l'AJ Auxerre
- Vainqueur de la Coupe Nationale des Cadets en 1983 avec l'équipe de la Ligue de Bourgogne